# Verkehrsgemeinschaft Landkreis Deggendorf

Logo Verkehrsgemeinschaft Landkreis Deggendorf

Die Verkehrsgemeinschaft Landkreis Deggendorf (VLD) war ein Tarifverbund im Busverkehr des niederbayerischen Landkreis Deggendorf. Zum 1. September 2021 wurde er zu Gunsten des VDW (Verbundtarif DonauWald) aufgelöst.

## Beteiligte Unternehmen
Neben dem größten Busunternehmen Ostbayerns, DB Ostbayernbus, sind noch weitere regionale Busunternehmen an dieser Verkehrsgemeinschaft beteiligt:
- Hansbauer Bustouristik
- Josef Artmeier Omnibusbetrieb
- Otto Berger Omnibusbetrieb
- Josef Haberl Omnibusbetrieb
- Heindl Omnibusbetrieb
- Heindl Max Reisen
- Rudolf Hötzinge
- Pfeffer Martin Omnibusbetrieb
- Oswald Michael Omnibusbetrieb
- Reicheneder Omnibusbetrieb
- Seitz Reisen

## Tarifgebiet
Das Tarifgebiet umfasst den gesamten Landkreises, sowie in angrenzende Ortschaften der Nachbarlandkreise Straubing-Bogen, Freyung-Grafenau, Regen, Passau und Dingolfing-Landau, darunter auch die Städte Landau an der Isar und Vilshofen im landkreisübergreifenden Verkehr.
Insgesamt verkehren auf 40 Buslinien 3,4 Millionen Fahrgäste im Jahr.

## Tarif
Das Tarifgebiet ist wie die benachbarten Verkehrsgemeinschaften in den Landkreisen Rottal-Inn (VGRI) und Passau (VLP) in Waben eingeteilt. Für Bahnstrecken im Landkreis bietet der VLD gemeinsam mit der Deutschen Bahn lediglich Wochen- und Monatstickets an. Gleiches galt für das 2013 eingestellte Tarifangebot Bayerwald-Ticket plus, welches zwar als Tagesticket auf der Bahnstrecke Gotteszell–Plattling galt, allerdings nicht im Busverkehr der VLD.
Der VLD erkennt die verschiedenen Bahncard-Varianten der DB AG an. Die Bahncard 25 und 50 werden mit einheitlich 25 % Rabatt auf Einzelfahrkarten anerkannt. Die Bahncard 100 wird als Fahrschein anerkannt. Ebenso werden die unterschiedlichen Varianten des Bayerntickets auf allen VLD-Busverbindungen anerkannt.

## Weblink
- VLD-Homepage (Memento vom 29. Dezember 2021 im Internet Archive)